# Bakırköy Basketbol Kulübü
O Bakırköy Basketbol Kulübü, conhecido também como sigortam.net Bakırköy por motivos de patrocinadores, é um clube de basquetebol baseado em Distrito de Bakırköy, Istambul, Turquia que atualmente disputa a TBL. Manda seus jogos no Ginásio Esportivo Ahmet Cömert com capacidade para 3.500 espectadores.

## Histórico de Temporadas
| Temporada | Nível | Liga | Pos. | J     | PL  | Resultado |
| --------- | ----- | ---- | ---- | ----- | --- | --------- |
| 2000-01   | 3     | D3   | 1    |       |     | Promovido |
| 2001-02   | 2     | D2   | 3    | 6-2   |     |           |
| 2004-05   | 2     | D2   | 6    | 9-9   | 9-5 |           |
| 2005-06   | 2     | D2   | 11   | 13-17 |     |           |
| 2006-07   | 2     | D2   | 8    |       |     |           |
| 2007-08   | 2     | TB2L | 2    | 16-4  |     |           |
| 2008-09   | 2     | TB2L | 5    | 12-10 |     |           |
| 2009-10   | 2     | TB2L | 6    | 12-10 |     |           |
| 2010-11   | 2     | TB2L | 6    | 12-10 |     |           |
| 2011-12   | 2     | TB2L | 7    | 11-11 |     |           |
| 2011-12   | 2     | TB2L | 14   | 14-24 |     |           |
| 2012-13   | 2     | TB2L | 16   | 13-21 |     |           |
| 2013-14   | 2     | TB2L | 13   | 14-20 |     |           |
| 2014-15   | 2     | TB2L | 14   | 11-23 |     |           |
| 2015-16   | 2     | TBL  | 9    | 17-17 |     |           |
| 2016-17   | 2     | TBL  | 15   | 11-23 |     |           |
| 2017-18   | 2     | TBL  |      |       |     |           |

- fonte:eurobasket.com

## Jogadores notáveis
- Okben Ulubay
- Cedi Osman
- Barış Hersek
- Melih Mahmutoğlu
- Emre Bayav
- Orhan Hacıyeva
- Bora Paçun
- Can Korkmaz
- Furkan Korkmaz
- Duşan Cantekin
- Ahmad Al-Dwairi